# الصحة في تونس
تعد المؤشرات الصحية في تونس من بين الأفضل في أفريقيا، حيث يبلغ متوسط العمر المتوقع عند الولادة حوالي 74 عامًا. لقد أنتج الاقتصاد المتنوع ومستوى المعيشة نظامًا صحيًا ذا مصداقية، لكنه يحتاج إلى تحسين جاد من حيث الجودة والإنصاف في الرعاية. هناك بالفعل اختلال في التوازن الإقليمي يتجلى في ارتفاع متوسط العمر المتوقع في المناطق الساحلية عنه في المناطق الغربية والجنوبية.
يتم إدارة النظام الصحي من قبل وزارة الصحة ومقرها مدينة تونس. في القطاع العام، يتمتع التونسيون بإمكانية وصول شبه شاملة إلى الرعاية الصحية الأساسية، على الرغم من محدودية الوصول إلى الرعاية المتخصصة في المناطق الريفية. يعمل معظم أفضل المتخصصين في القطاع العام في المستشفيات الجامعية المرتبطة بالجامعات في جميع أنحاء البلاد الواقعة في المدن الكبرى. نظام الصحة العامة ممول من خزينة الجمهورية التونسية ومتاح لجميع التونسيين.

## التاريخ
قبل الحماية الفرنسية، كان لدى تونس مؤسستان صحيتان فقط: مستشفى صديقي والمستشفى المدني الفرنسي.
في عام 1881، بعدإعلان الجماية، لم يكن هناك سوى أربع مؤسسات للرعاية الصحية: مستشفى بيلفيدير العسكري، والمستشفى المدني الفرنسي، والمستشفى الاستعماري الإيطالي، والمستشفى الإسرائيلي.
في وقت مبكر من عام 1930، بعد إنشاء قسم الصحة العامة والمساعدة، زاد عدد هياكل الرعاية الصحية وتم تقديم خدمات طبية مختلفة.

منذ عام 1950، تطورت الهياكل الصحية الإدارية من أجل إدارة الاحتياجات الصحية بشكل أفضل في ذلك الوقت، مثل مكافحة الأوبئة، وخاصة الملاريا والجدري والسل.

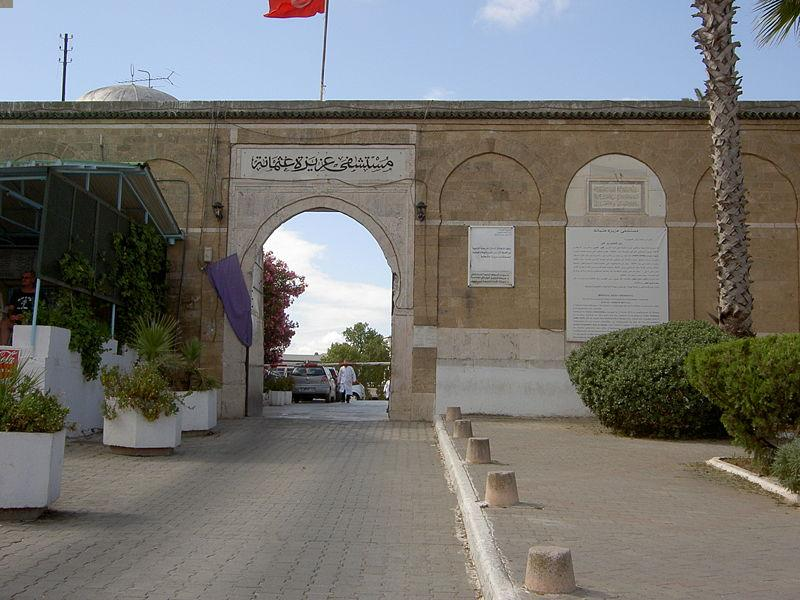
مدخل مستشفى عزيزة عثمان، مستشفى صديقي سابقاً.
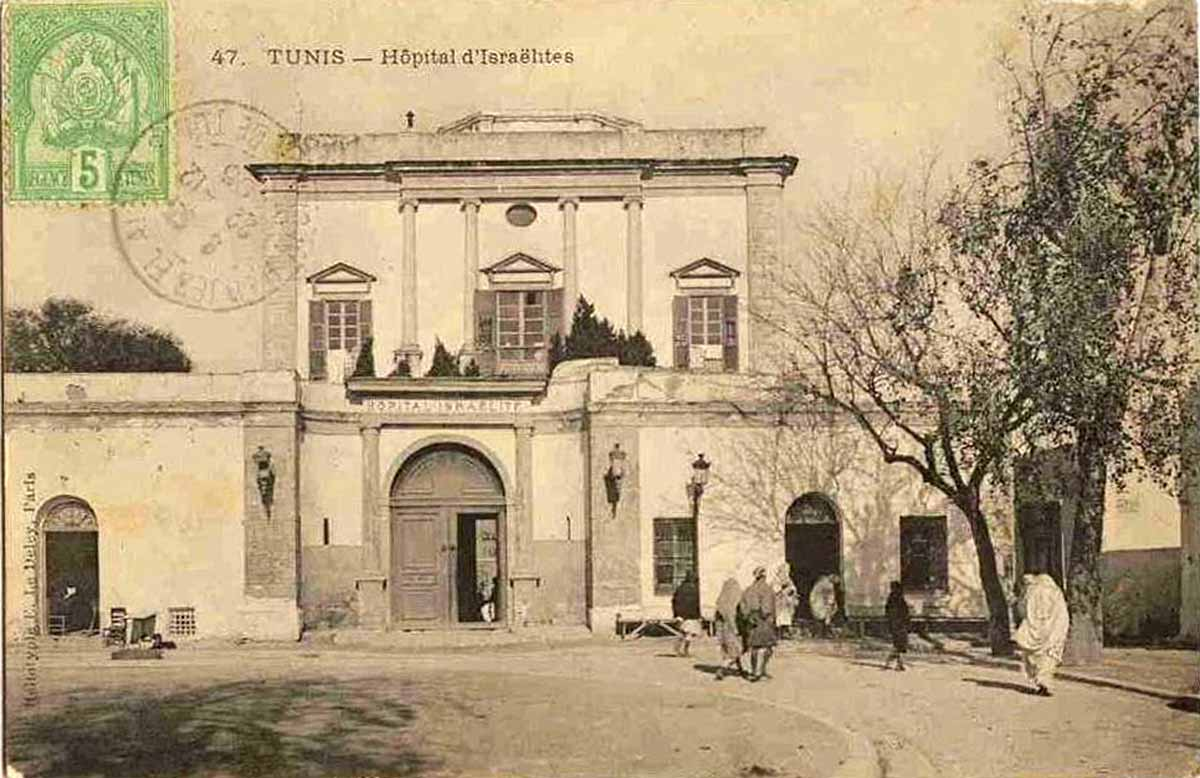
المستشفى الأسرائيلي في تونس عام 1890.
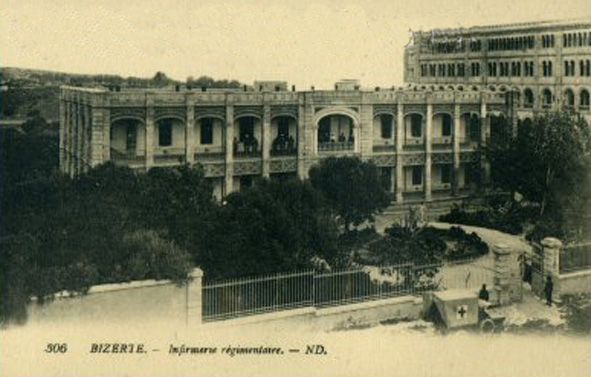
مستوصف فوج ببنزرت أوائل القرن العشرين.
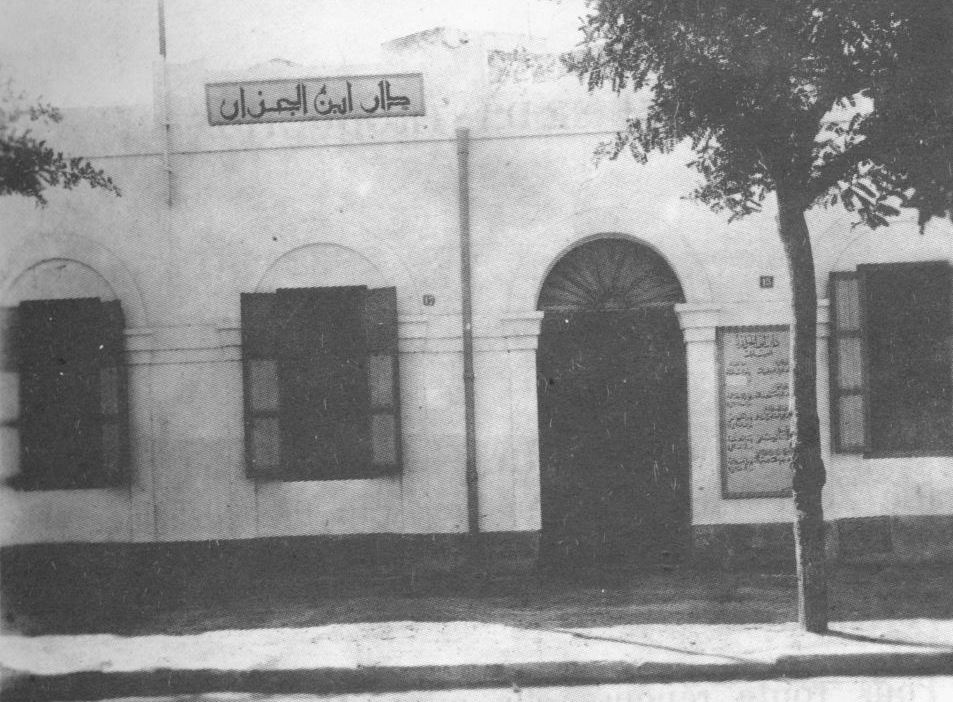
مستوصف ابن جزر بتونس سنة 1935.
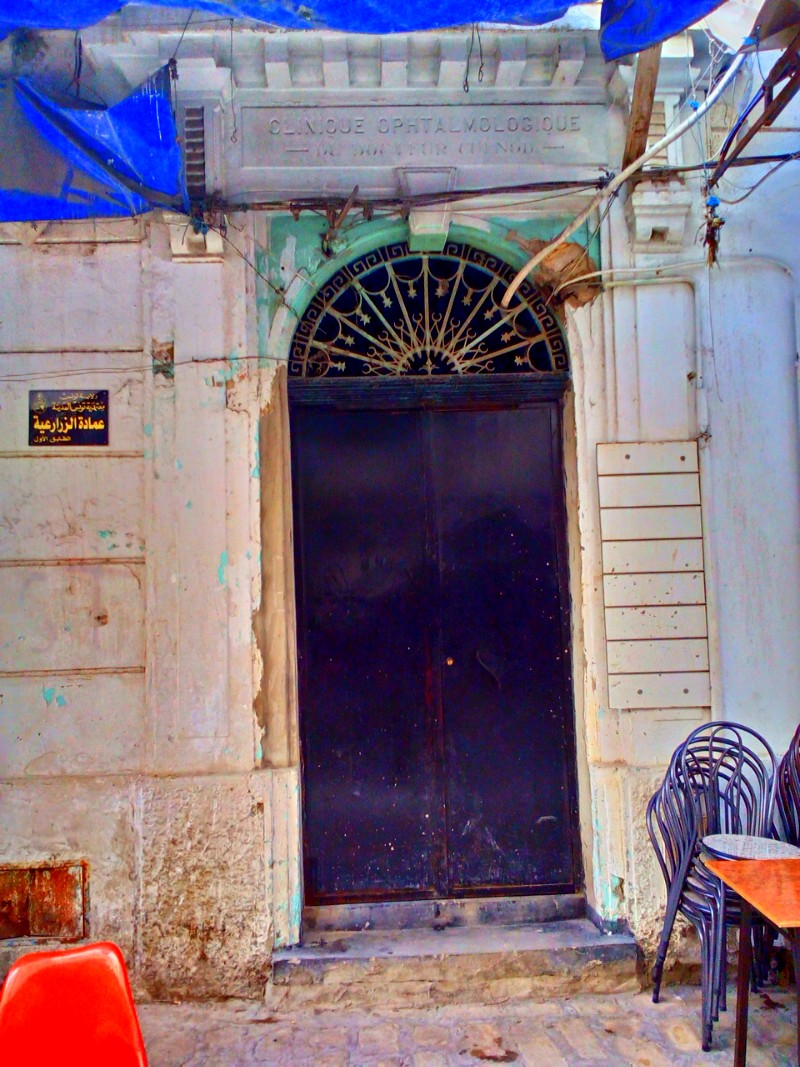
عيادة عيون قديمة.

## الرعاية الصحية

تطور متوسط العمر المتوقع بين عامي 1950 و 2020.

في عام 2016، كان متوسط العمر المتوقع في تونس 74 عامًا للذكور و 78 عامًا للإناث. بالمقارنة، في الستينيات كانت 47.1 سنة فقط. بلغت وفيات الرضع في عام 2017 12.1 حالة لكل 1000 ولادة حية. تم القضاء على الحصبة، الكزاز وشلل الأطفال إلى حد كبير من خلال برنامج تحصين كبير. تعد داء البلهارسيا والملاريا نادرة الحدوث، على الرغم من أن داء الكلب واللسعات وداء الليشمانيات لا يزال يمثل مشكلة. الأمراض غير المعدية المرتبطة بنمط الحياة غير الصحي هي الآن الأسباب الرئيسية للوفاة.

## النظام الصحي
تونس لديها نظام صحي عام ممول من الضرائب يديره الصندوق الوطني للتأمين على المرض الذي يوفر الرعاية لغالبية السكان. وهي تشمل المراكز الصحية التي تقدم الرعاية الأولية ومستشفيات المقاطعات والأقاليم والمستشفيات الجامعية. وحددت الاشتراكات في عام 2010 بنسبة 6.75%: 2.75% يدفعها الموظف من الراتب و 4% على صاحب العمل. يغطي النظام بعض العلاج في القطاع الخاص. تم إدخال المدفوعات المشتركة في عام 1994 بنسبة 10% وزادت إلى 20% في عام 1998. وتمثل المدفوعات الشخصية الآن أكثر من نصف إجمالي نفقات الرعاية الصحية.
هناك قطاع رعاية صحية خاص، يتركز في المدن، مع كل من المنظمات الربحية وغير الربحية التي تدير المستشفيات والمرافق. يحتوي هذا على 12% من إجمالي سعة الأسرة و 70% من أفضل المعدات الطبية. أكثر من نصف الأطباء 73% من أطباء الأسنان و 80% من الصيادلة يعملون في القطاع الخاص. صناعة السياحة العلاجية هي ثاني أكبر دخل وثاني أعلى مصدر للعملة الأجنبية.

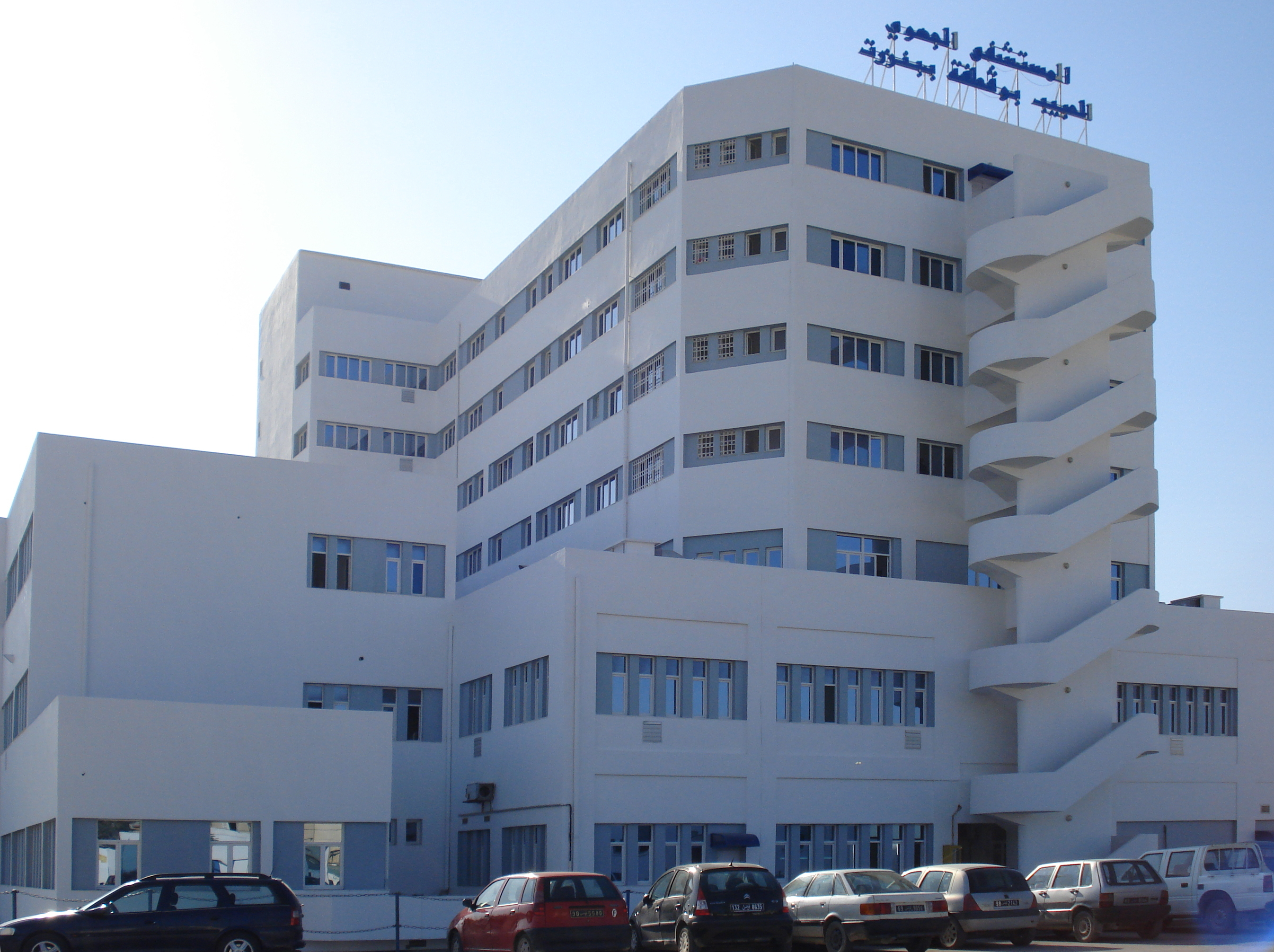
المستشفى الجهوي ببنزرت.

### نظام الصحة العام
- المستوى الأول من الرعاية: المراكز الصحية الأساسية ومستشفيات المناطق؛

- المستوى الثاني من الرعاية: المستشفيات الإقليمية؛

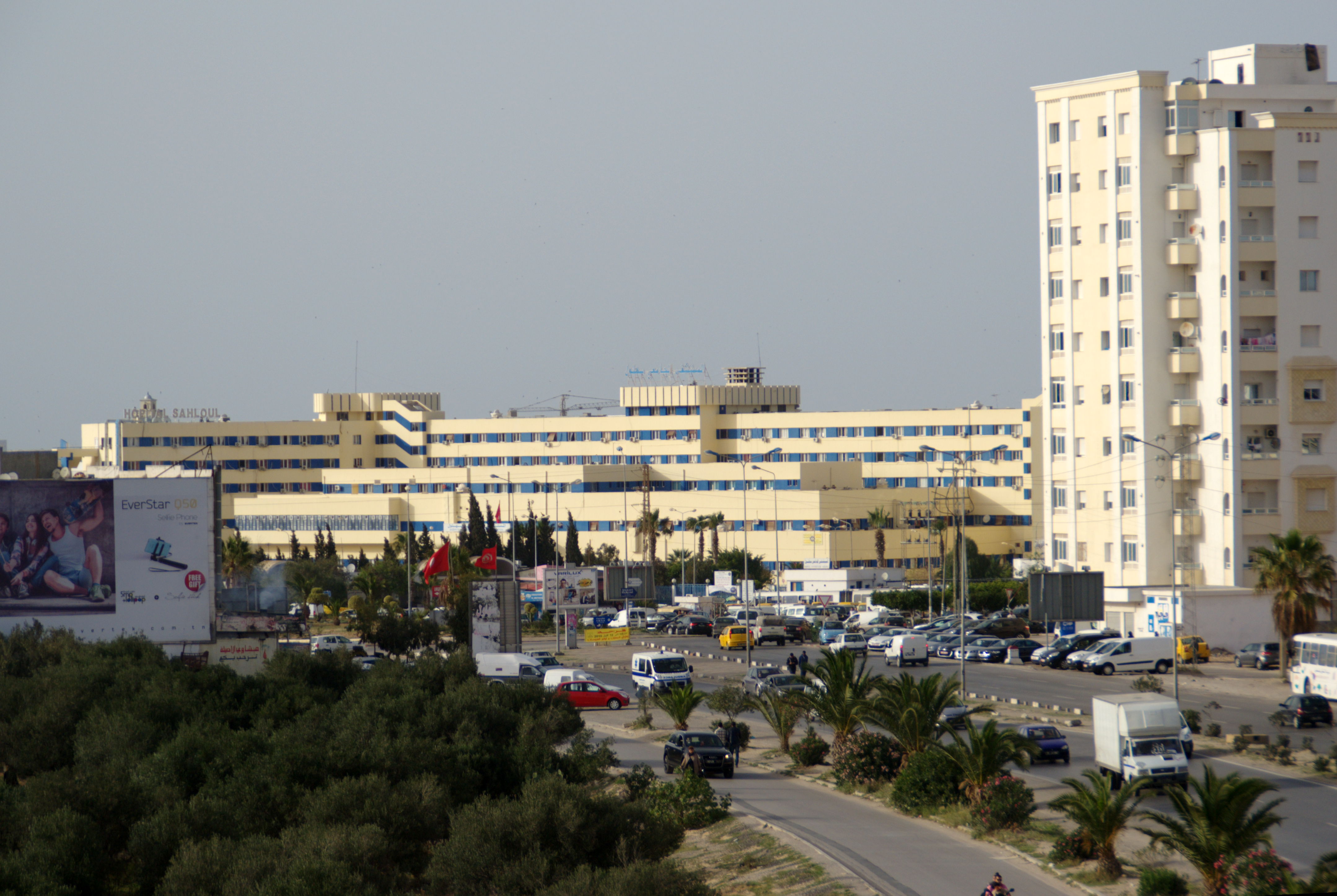
مستشفي سهلول سوسة

- مستشفي سهلول سوسةالمستوى الثالث من الرعاية: المستشفيات والعيادات الجامعية

1. مستشفى فرحات حشاد بسوسة.
2. مستشفى سهلول بسوسة.
3. مستشفى الرابطة.
4. مستشفى الحبيب بورقيبة بصفاقس.
5. مستشفى الهادي شاكر في صفاقس.
6. مستشفى فطومة بورقيبة بالمنستير.
7. مستشفى المهدية طاهر صفر.
8. مستشفى جامعة المنستير.
9. مستشفى شارل نيكول.
10. مستشفى المنجي سليم بالمرسى.
11. المستشفى العسكري الأصلي للتعليم بتونس.
12. مستشفى طاهر المعموري بنابل.
13. مستشفى بنزرت.
14. مستشفى عزيزة عثمان.

### نظام الصحة الخاص

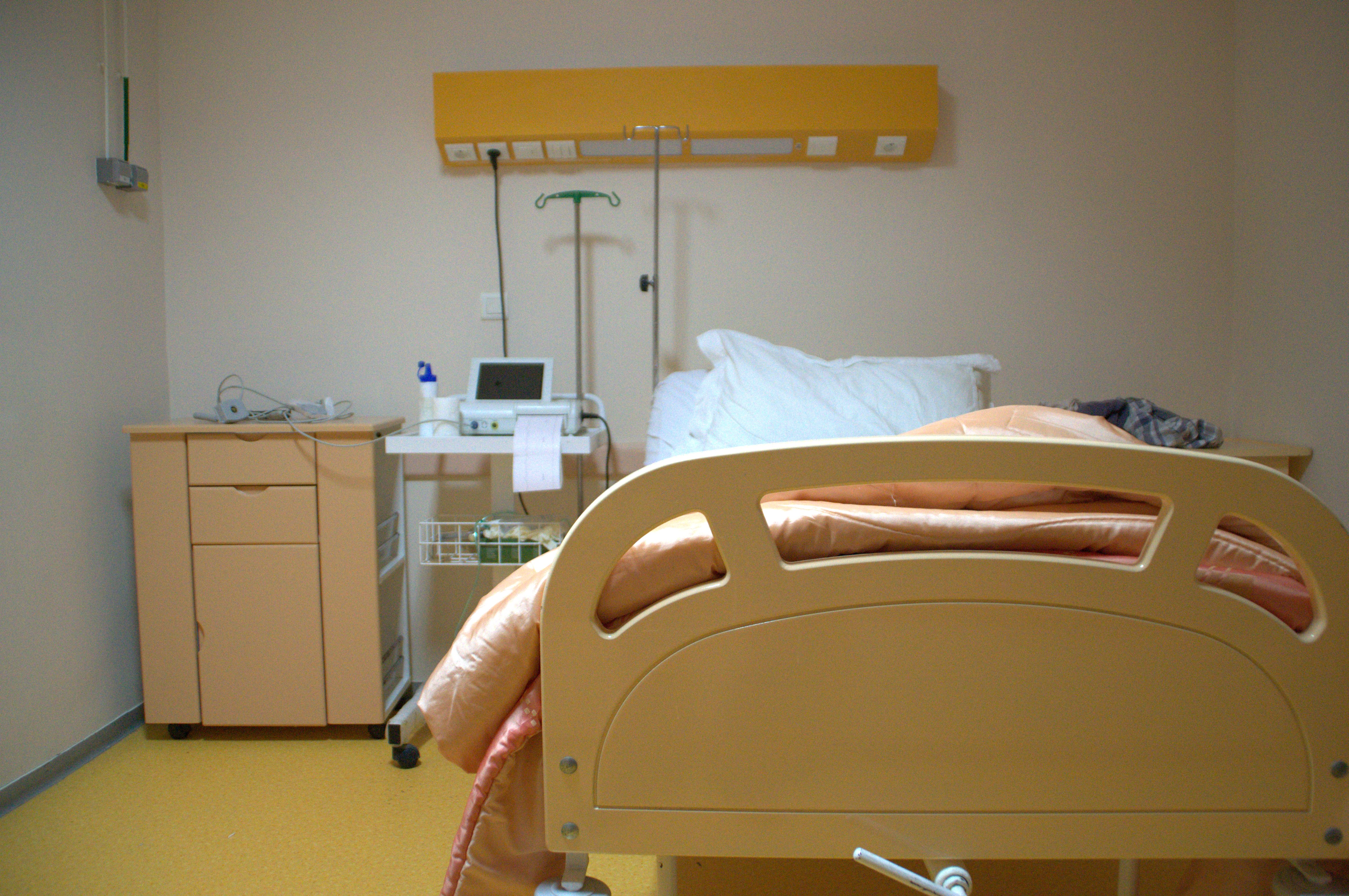
غرفة سريرية خاصة في تونس.

تم تطوير النظام الصحي الخاص إلى حد كبير من حيث البنية التحتية وقدرة الاستقبال والعاملين الصحيين. يقدم هذا القطاع الجراحة التجميلية وخدمات السبا والعلاج بمياه البحر التي تهدف إلى جذب الأجانب لأنها أغلى ثمناً.
وبالمثل، فإن أطباء الأسنان وأخصائيي البصريات متاحون بسهولة أكبر ويقدمون خدمات أفضل. يغطي الصندوق الوطني للتأمين الصحي بعض العلاجات.

## الأدوية
يخضع قطاع الأدوية للتنظيم والإشراف من قبل وزارة الصحة العامة ويتضمن تدخل الجهات العامة مثل:
- الوكالة الوطنية للرقابة الصحية والبيئية؛
- معهد باستير بتونس.
- المركز الوطني لليقظة الدوائية؛
- المختبر الوطني لمراقبة الأدوية؛
- مديرية التفتيش الصيدلاني.
- مديرية الصيدلة والأدوية.
- الصيدلة المركزية التونسية.

يتم ضمان التوزيع من خلال الصيدلية المركزية في تونس ومن خلال شبكة من تجار الجملة الخاصين الذين يغطيون جميع مناطق البلاد 9.

## تدريب المهنيين الصحيين
تعد الدورة الجامعية الطبية وشبه الطبية من أكثر الدورات المطلوبة خلال التوجيه الجامعي. بشكل عام ، يتم تصنيف الخريجين المقبولين في كلية الطب التونسية من بين أول 1000 على المستوى الوطني.
يتم توفير التدريب في قطاع الصحة من خلال ثلاثين نظامًا عامًا 10،9:
أربع كليات للطب:
- كلية الطب بالمنستير؛
- كلية الطب بصفاقس؛
- كلية الطب بسوسة؛
- كلية الطب بتونس.

كلية واحدة لطب الأسنان:
- كلية طب الأسنان بالمنستير.

كلية واحدة للصيدلة:
- كلية الصيدلة بالمنستير.

عشر مدارس ومعاهد للتمريض والتقنية الصحية والتقنيات الطبية:
- مدرسة المنستير العليا لعلوم وتقنيات الصحة؛
- المدرسة العليا لعلوم وتقنيات الصحة بصفاقس.
- المدرسة العليا لعلوم وتقنيات الصحة بسوسة؛
- المدرسة العليا لعلوم وتقنيات الصحة بتونس؛
- المعهد العالي لعلوم التمريض بقابس؛
- المعهد العالي لعلوم التمريض بالكاف.
- المعهد العالي لعلوم التمريض بصفاقس؛
- المعهد العالي لعلوم التمريض بسوسة؛
- المعهد العالي لعلوم التمريض بتونس؛
- المعهد العالي للتقنيات الطبية بتونس؛

19 مدرسة مهنية للصحة العامة مخصصة لتدريب العاملين في التمريض.

## روابط خارجية
- "الصحة في تونس". WHO. مؤرشف من الأصل في 2020-09-09.
- Global Health Observatory. "الملف الصحي لتونس" (PDF). WHO. مؤرشف من الأصل (PDF) في 2018-05-17.